# Голямо сапфиренокрило колибри
Голямото сапфиренокрило колибри (Pterophanes cyanopterus) е вид птица от семейство Колиброви (Trochilidae), единствен представител на род Pterophanes.

## Разпространение и местообитание
Разпространен е в Боливия, Еквадор, Колумбия и Перу.